# مرشد العسل القزم
مرشد العسل القزم أو دليل المناحل القزم (الاسم العلمي: Indicator pumilio) (بالإنجليزية: Dwarf Honeyguide)‏ هو نوع من الطيور يتبع جنس مرشد العسل من فصيلة مرشدات العسل.